# Cordillera Principal
Cordillera Principal, také Hlavní Kordillera, je označení pro střední část Chilsko-argentinských And. Tvoří je úzké horské pásmo na státní hranici Chile a Argentiny, kde se nachází nejvyšší hory And a Ameriky. Cordillera Principal se rozkládá od jižního okraje pouště Atacama, okolo 27° jižní šířky, k řece Bio Bio na chilské straně a řece Agrio na argentinské straně And. Nejvyšší hory horského pásma se nachází na severu a směrem k jihu nadmořská výška klesá. Od severu k jihu zde leží: Ojos del Salado (6 893 m), Cerro Bonete (6 759 m), Mercedario (6 720 m), nejvyšší vrchol And a Ameriky Aconcagua (6 961 m) a Tupungato (6 565 m).

## Geologie
Orogeneze Cordillery Principal proběhla v pozdním mezozoiku a v období kenozoika. Silná vrstva druhohorních mořských usazenin překrývá karbonskou vrstvu flyše. V usazeninách lze rozeznat několik vrstev. Nejvýše leží tmavé jílovité břidlice, níže pískovce, vápence a sádrovce. V oblasti Kontinentálního rozvodí jsou usazeniny smíseny s vulkanickými a pyroklastickými horninami pozdní jury a svrchní křídy. Na chilské straně může dosahovat vrstva vulkanických hornin tloušťky až 6 kilometrů. Vulkanické horniny se nachází i východně od chilsko-argentinské hranice. Oblouk mezi nimi je pak vyplněn mořskými a kontinentálními sedimenty.